# THE IDOLM@STER PLATINUM MASTER
『THE IDOLM@STER PLATINUM MASTER』（アイドルマスター プラチナマスター）は2016年7月20日より日本コロムビアより発売されているCDシリーズ。

## 概要
ゲーム『アイドルマスター プラチナスターズ』の新楽曲のフルバージョン（M@STER VERSION）を収録したCDシングルシリーズ。アイドルソロでの楽曲は無く、複数のアイドルで歌う楽曲のみとなっている。
アルバム盤では、前回のTHE IDOLM@STER MASTER ARTIST 3では収録されなかったドラマパートも収録されている。
ジャケットイラストはアニメ版「THE IDOLM@STER」のコミカライズ版の作画であるまなが担当。
CD初収録曲は太字で表記する。

## 00 Happy!
2016年7月20日発売。『プラチナスターズ』用の新曲「Happy!」と「ザ・ライブ革命でSHOW!」のフルバージョンを収録。
収録曲
1. Happy!（M@STER VERSION）
歌：天海春香（中村繪里子）、如月千早（今井麻美）、萩原雪歩（浅倉杏美）、水瀬伊織（釘宮理恵）、三浦あずさ（たかはし智秋）、我那覇響（沼倉愛美）、秋月律子（若林直美）
作詞：BNSI（柿埜嘉奈子）、作曲・編曲：BNSI（kyo）
2. ザ・ライブ革命でSHOW!（M@STER VERSION）
歌：星井美希（長谷川明子）、高槻やよい（仁後真耶子）、菊地真（平田宏美）、双海亜美 / 真美（下田麻美）、四条貴音（原由実）
作詞：小金井つくも、作曲・編曲：BNSI（佐藤貴文）
3. Happy!（M@STER VERSION）　オリジナル・カラオケ
4. ザ・ライブ革命でSHOW!（M@STER VERSION）　オリジナル・カラオケ

## 01 Miracle Night
2016年8月17日発売。DLC楽曲「Miracle Night」のフルバージョンとCD用新曲「SMOKY FRUITS」を収録。ドラマパートにのみ音無小鳥（滝田樹里）も登場。
収録曲
1. Miracle Night（M@STER VERSION）
歌：天海春香（中村繪里子）、菊地真（平田宏美）、双海亜美 / 真美（下田麻美）、水瀬伊織（釘宮理恵）
作詞：BNSI（MC TC）、作曲・編曲：BNSI（Taku Inoue）
2. ドラマ「765チャンネル vol.1 〜起こせよミラクルナイト！〜」
3. Miracle Night（M@STER VERSION）　オリジナル・カラオケ
4. ドラマ「音無小鳥の妄想編集室 vol.1」
5. SMOKY FRUITS
歌：水瀬伊織（釘宮理恵）、三浦あずさ（たかはし智秋）、双海亜美（下田麻美）
作詞・作曲：uRy、編曲：高田龍一（MONACA）
6. SMOKY FRUITS　オリジナル・カラオケ

## 02 僕たちのResistance
2016年9月21日発売。DLC楽曲「僕たちのResistance」のフルバージョンとCD用新曲「インセインゲーム」を収録。
収録曲
1. 僕たちのResistance（M@STER VERSION）
歌：高槻やよい（仁後真耶子）、如月千早（今井麻美）、星井美希（長谷川明子）、我那覇響（沼倉愛美）
作詞：貝田由里子、作曲・編曲：BNSI（kyo）
2. ドラマ「765チャンネル vol.2 〜僕たちのResistance・Z〜」
3. 僕たちのResistance（M@STER VERSION） オリジナル・カラオケ
4. ドラマ「音無小鳥の妄想編集室 vol.2」
5. インセインゲーム
歌：星井美希（長谷川明子）、我那覇響（沼倉愛美）、四条貴音（原由実）
作詞：mft、作曲：BNSI（中川浩二）、編曲：BNSI（増渕裕二）
6. インセインゲーム　オリジナル・カラオケ

## 03 アマテラス
2016年10月19日発売。DLC楽曲「アマテラス」のフルバージョンとCD用新曲「飛べない鳥は夜に鳴く」を収録。
オリコンランキングでは、アニメ部門で週間1位を獲得した。
収録曲
1. アマテラス（M@STER VERSION）
歌：萩原雪歩（浅倉杏美）、三浦あずさ（たかはし智秋）、四条貴音（原由実）、秋月律子（若林直美）
作詞・作曲・編曲：BNSI（渡辺量）
2. ドラマ「765チャンネル vol.3 ～天照突破アマテラス〜」
3. アマテラス（M@STER VERSION） オリジナル・カラオケ
4. ドラマ「音無小鳥の妄想編集室 vol.3」
5. 飛べない鳥は夜に鳴く
歌：音無小鳥（滝田樹里） featuring 高木順二朗（大塚芳忠） and you
作詞：小金井つくも、作曲・編曲：BNSI（佐藤貴文）
6. 飛べない鳥は夜に鳴く オリジナル・カラオケ

## ENCORE 紅白応援V
2017年3月29日発売。イベント「THE IDOLM@STER PRODUCER MEETING 2017 765PRO ALLSTARS -Fun to the new vision!!-」用新曲「紅白応援V（ビクトリー）」を収録。「チェリー」、「団結2010」の2曲はイベント当日の音源を編集したものが収録されている。
収録曲
1. 紅白応援V（ビクトリー）
歌：765PRO ALLSTARS[メンバー 1]…and you![注 1]
作詞・作曲：BNSI（佐藤貴文）、編曲：BNSI（kyo）
2. チェリー -PRODUCER MEETING 2017 MIX-
歌：765PRO ALLSTARS[メンバー 1]
3. 団結2010 -PRODUCER MEETING 2017 MIX-
歌：765PRO ALLSTARS[メンバー 1]
4. 紅白応援V　オリジナル・カラオケ
5. 紅白応援V　貴音×やよい Ver.（ボーナス・トラック）
歌：四条貴音（原由実）、高槻やよい（仁後真耶子）
6. 紅白応援V　千早×雪歩 Ver.（ボーナス・トラック）
歌：如月千早（今井麻美）、萩原雪歩（浅倉杏美）
7. 紅白応援V　真×亜美・真美 Ver.（ボーナス・トラック）
歌：菊地真（平田宏美）、双海亜美 / 真美（下田麻美）
8. 紅白応援V　響×美希 Ver.（ボーナス・トラック）
歌：我那覇響（沼倉愛美）、星井美希（長谷川明子）
9. 紅白応援V　春香×あずさ Ver.（ボーナス・トラック）
歌：天海春香（中村繪里子）、三浦あずさ（たかはし智秋）
10. 紅白応援V　律子×伊織 Ver.（ボーナス・トラック）
歌：秋月律子（若林直美）、水瀬伊織（釘宮理恵）